# Heti
Le Heti (numéro de voile 12 E 3) est un ancien yacht de course en bois de type 12m JI lancé en 1912. Considéré comme une icône de la voile et de la tradition allemande de construction de yacht en bois du célèbre concepteur Max Oertz, le voilier a participé avec succès à de nombreuses régates jusqu'à la Première guerre mondiale.
En 2001, l'association "Freunde der Segelyacht HETI e. V."  a été fondée pour ramener le navire, qui avait besoin de sévères réparations. En collaboration avec la Fondation maritime de Hambourg , cet objectif a été atteint et Heti est à nouveau sur l'Elbe et la mer Baltique depuis 2005 et participe à de nombreuses régates classiques.

## Historique
En 1912, le yacht de course a été lancé au chantier naval Max Oertz (de) à Neuhof/Reiherstieg pour le marchand de bois Hermann Eschenburg vom Stapel de Lübeck  sous le nom de Heti', le diminutif du prénom de sa fille Edwige. À cette époque, Celui-ci était au sommet de sa renommée en tant que concepteur de yachts, car il avait déjà conçu le Germania pour la famille Krupp et Meteor IV pour le Kaiser Wilhelm II.
Heti a participé avec succès à de nombreuses régates jusqu'à la Première Guerre mondiale (par exemple la Semaine de Kiel, la Semaine de Travemuender et la Régate du Bas Elbe. En 1921, le yacht a été vendu à Berlin, où il navigua pendant des années sous le nom de Tram sur le Wannsee. Dans les années 30, le yacht était gréé avec deux mâts et était principalement utilisé comme voilier de croisière. Après avoir passé entre plusieurs mains, une conversion en profondeur en un yacht de régate à un seul mât et à gréement élevé a eu lieu dans les années 1960. En tant que Saturn, le yacht a remporté diverses régates, puis a ensuite été transféré en Méditerranée et ya navigué sous le nom de Romeo.
Avec un mât cassé et la coque à réparer le voilier est revenu à Hambourg en tant que don en 1999. Au Jugend in Arbeit Hamburg e.V., il a repris son nom de Heti et a été entièrement reconstruit dans le cadre d'un projet de formation financé par des dons. Il a recommencé à naviguer à l'automne 2005 et a depuis été la vedette de nombreuses régates avec son gréement classique et son pont plat.